# 리에주 전투
리에주 전투는 제1차 세계 대전 발발 후 독일 제국이 벨기에의 리에주 요새를 둘러싸고 벨기에군과 벌인 전투다. 이 전투에서 독일군이 승리하긴 했지만, 벨기에군의 완강한 저항에 부딪혀 애초 작전 종료 예정일이었던 8월 10일보다 1주일가량 늦게 요새를 점령했다. 이 바람에 이후 작전에 차질을 빚었고, 영국 및 프랑스 연합군에게는 독일군에 대비할 시간을 벌어주었다.

## 배경
1914년 8월 1일 오후 7시를 몇 분 앞둔 시점, 트리어에 주둔하고 있는 독일의 16 보병사단은 룩셈부르크로 진격할 예정인 가운데 독일 황제 빌헬름 2세는 트리어의 사단본부에 긴급 전문을 보낸다. 내용은 다음 명령이 내려질 때까지 국경을 넘지 말라는 내용이었으나 이미 16사단의 선봉인 펠트만 중위가 이끄는 69보병사단 예하의 보병중대는 국경을 넘어 독일과 벨기에간의 철도와 전신의 교차점인 트르와-비에르즈를 점령하고 있었다, 오후 7시 30분 독일 황제는 다시 전문을 보내 16사단은 룩셈부르크의 국경을 넘지 말 것을 명령하나 총사령관인 몰트케의 반대로 이 명령은 취소되고 8월 2일 16사단은 룩셈부르크로 진격해 오후에는 이미 룩셈부르크 전역이 독일 제4군의 영향권 안에 들게 된다.
룩셈부르크를 점령한 독일은 벨기에에 대해 프랑스군이 벨기에 영토를 넘어 독일로 진격하려 하고 있다는 구실로 독일군이 벨기에 영토를 통과할 수 있게 해 달라고 요구하나 8월 3일 벨기에가 이를 단호히 거부하자 독일과 벨기에는 전쟁 상태에 돌입한다. 벨기에의 왕인 알베르 1세는 즉시 룩셈부르크와 독일 국경 사이로 연결되는 모든 다리와 철로를 파괴하라고 명령하며 평균 폭이 180미터에 이르는 뮤즈 강의 다리도 모두 파괴하라고 명령한 후 결사 항전할 것을 다짐한다. 벨기에는 20만이 채 안 되는 병력으로 34개의 독일군 사단과 맞서게 되었고 독일 1군과 2군은 작전대로 벨기에 영토로 들어서기 시작한다.
사실 이 요구는 모두 독일의 사전 전쟁 계획인 슐리펜 계획에 의한 것으로서 당시 독일군 총사령관인 몰트케는 “리에주 점령이 우리 계획의 가장 중요한 첫 단계이다. 우리군은 반드시 8월 10일 이전에 리에주를 점령해야 한다.”라고 말하며 각 군단으로부터 6개 여단을 차출해 뮤즈군을 편성, 10군단장이었던 엠미히에게 지휘를 맡기고 국경을 넘는다. 슐리펜 계획에 따른 벨기에 점령을 위해서는 독일의 국경 지대에 위치한 요새화된 도시인 리에주와 나무르를 꼭 점령해야 했다. 독일은 좀 더 방어가 약한 나무르를 먼저 점령하지 않고 리에주를 먼저 공격하기로 하는데, 이는 3가지 이유로 설명할 수 있다.
- 벨기에 방어의 상징적 존재인 리에주를 점령함으로써 얻는 벨기에의 전의 상실.
- 리에주의 지리적 요건 : 리에주는 독일에서 브뤼셀에 이르는 철도의 교차점이었다. - 보급과 전진에 유리한 요인이 될 수 있었다.
- 벨기에를 원조하려는 프랑스 제5군이 다다르기 전에 점령이 가능했다. - 나무르보다 프랑스 국경에서 먼 지역에 위치.

이때 독일군이 사용한 슐리펜 계획은 원래 계획이 아니라 몰트케 참모총장이 보급 문제를 염려하여 일부 수정한 계획이었다. 애초의 슐리펜 계획에서는 대부분의 주력을 우익(북쪽)에 배치하여, 벨기에를 관통하여 프랑스로 진격하도록 되어 있었다. 거의 9:1에 가깝게 우익에 병력을 집중한 계획이었는데, 결정적으로 이 계획에서는 보급 문제가 등한시되어 있었다. 수십만에 달하는 병력에 대한 식량 및 탄약 보급 문제를 단지 “대단한 노력”이 필요하다는 언급만 있을 뿐이었다. 이 계획에 따라 전쟁을 수행하기로 했지만, 몰트케는 보급 문제를 도저히 등한시할 수가 없었다. 결국 이 계획을 수정하여(일부 군사사가들은 이 수정이 제1차 세계 대전 초전의 1차 마른 전투에서 독일군이 패한 원인이라고 지적하기도 한다) 상당수 병력을 좌익에 배치하도록 하였다. 그런 몰트케였던 만큼 중요한 보급 수단이 될 철도 교차점인 리에주 점령이야 말로 전쟁의 승패를 가늠하는 요소로 간주했던 것이다. 어쨌거나 이 계획에 따라 독일군은 엠미흐의 지휘를 받아 리에주 공략에 나섰다.

## 상황

### 리에주 요새 상황

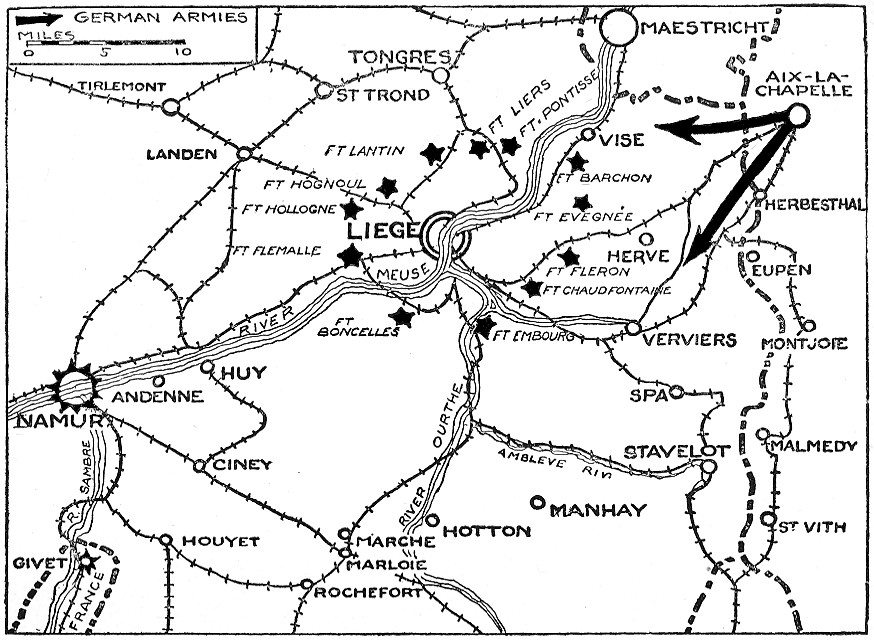
리에주 전투 초기 상황도. 화살표는 독일 1군과 2군의 진격 방향이며, 별표는 벨기에군의 요새이다.

리에주 시는 당시 인구 16만4천 명의 산업 도시로서 뮤즈 강이 도시 중앙을 흐르고 있었으며 철도 노선이 발달한 교통의 중심지였다. 리에주 요새는 1880년대에 구축된 독일 국경으로부터 25~30킬로미터 떨어진 지역에 12개의 보루로 이루어진 강력한 방어 요새로 각 보루의 210mm 포에도 버틸 수 있는 콘크리트로 건설되었다. 각 보루의 간격은 평균 1.9킬로미터였고, 가장 멀리 떨어진 보루 사이는 7킬로미터로 요새 지역의 총 둘레는 54킬로미터에 달하고 있었다. 이들 보루는 리에주 시로부터 보통 6.5킬로미터 정도 떨어져 있었는데, 각 보루에는 요새포가 배치되어 있었으며 보루들 사이에는 요새 주둔군 외의 벨기에군이 포진하고 있어 강력한 방어망을 구축하고 있는 상황이었다.
당시 리에주 요새는 다음의 부속 요새로 구성되었다.
- 바르슝
- 에베그니
- 플레론
- 쇼드퐁텐
- 옹부르
- 봉셀르
- 퐁티에스
- 리에르
- 랑텡
- 롱센
- 홀로뉴
- 플레말

### 양국 전력 비교
요새를 둘러싼 공방전을 벌일 벨기에군 및 독일군의 전력은 다음과 같다.
| 벨기에군 | 독일군 |
| --- | --- |
| - 지휘관 : 지라드 르망 중장 - 병력 : 보병 31,590명, 기병 492명, 기타 포병. - 주요 장비 : 포 252문(요새포 제외), 기관총 30문 | - 지휘관 : 오토 폰 엠미흐 대장 - 병력 : 대략 6만여 명 - 주요 장비 : 야포 100문(중포, 박격포 제외), 기관총 100문 |
| - 3 보병사단 - 9 혼성여단 - 9 보병연대 - 29 보병연대 - 43/44/45 포대(16문) - 11 혼성여단 - 11 보병연대 - 31 보병연대 - 37/38/39 포대(16문) - 12 혼성여단 - 12 보병연대 - 32 보병연대 - 40/41/42 포대(16문) - 14 혼성여단 - 14 보병연대 - 34 보병연대 - 46/47/48 포대(16문) - 기타 - 3 공병 대대 - 2 창기병 연대 - 3 포병 연대 - 3 통신소대 - 독립부대 및 리에주 주둔군 - 15 혼성여단 - 1 추격병 연대 - 4 추격병 연대 - 61/62 /63포대(16문) - 예비군 - 9, 11, 12, 14 예비 보병연대 - 리에주포병연대 - 12개 포대 78문 - 전쟁후 4개 포대 추가 편성 - 요새공병 - 리에주 요새 공병대대 - 4개 요새 공병중대 - 2개 요새통신중대 - 시민군 - 8,900명으로 추정 | - 뮤즈군 - 34 보병여단(9군단) - 89척탄병 - 90소총병 - 25보병 연대 - 9엽병대대 - 16 용기병연대 5 기병대대 - 60 야전포병연대 2 대대 - 3개의 파견 공병 중대 - 27 보병여단(7군단) - 16, 53 보병연대 - 7엽병대대 - 10 경기병연대 1대대 - 파견공병중대 - 43 야전포병연대 1대대 - 9 포병연대로부터 210mm 박격포 2대대 - 14 보병여단(4군단) - 27, 165 보병연대 - 4엽병대대 - 10 경기병연대 1대대/ 파견공병중대 - 4 야전포병연대 2대대/ 210mm박격포 7대대 - 11 보병여단(3군단) - 20, 35 보병연대 - 3엽병대대 - 3경기병연대 5대대 - 39 야전포병연대 2대대 - 3공병대대 제1 중대 - 38 보병여단(10군단) - 73소총병, 74 보병 연대 - 10 엽병대대 - 17 경기병연대 4대대 - 26 야전포병연대 1대대 - 10공병대대 1중대 - 43 보병여단(11군단) - 82, 83 보병연대 - 6 흉갑기병연대 1대대 - 21 야전포병연대 1대대 - 2 기병군단 - 2 기병 사단 - 9 기병 사단 - 기타 - 제플린 퀼른(Coln), 1개 비행편대 |

## 경과

### 서전
독일의 오토 폰 엠미흐 대장과 그의 뮤즈군은 8월 4일 오전 2마일에 걸쳐 벨기에 국경을 넘기 시작한다. 이미 마르비츠 중장 휘하의 기병은 뮤즈 강을 건널 수 있는 다리와 철로의 확보를 위해 8월 3일 국경을 넘어 정찰 활동 중이었으며, 그들은 리에주에서 북쪽으로 9마일가량 떨어진 곳에서 다리를 발견하나 이미 파괴된 후였다. 결국 북쪽으로 더 이동하여 3마일 떨어진 곳에서 강을 건널 수 있었고 2개의 경기병 연대가 강을 건너 정찰을 계속하게 된다. 그동안 벨기에군의 저항은 없었으며 이미 근처의 모든 벨기에군은 리에주로 퇴각한 뒤였다. 뮤즈군의 임무는 독일 1군과 2군이 벨기에를 통과할 수 있는 루트를 만드는 것이었으며, 작전에 따라 뮤즈군은 리에주의 남쪽으로 접근하여 8월 5일 리에주 전선에 다다르게 된다. 엠미흐는 리에주 전선에 도착과 동시에 벨기에군의 르망 장군에게 전문을 보내 독일군이 벨기에 영토를 통과할 수 있게 해 달라고 요구하나 르망은 이를 거부하고 결국 전투가 개시된다.

### 요새 공방전
- 8월 5일: 독일 포병은 리에주 남부 지대의 옹부르와 봉셀르 보루를 향해 포격을 개시하고 독일 제43보병여단과 38보병여단이 옹부르와 봉셀르 사이의 공간으로 진입을 시도하나 벨기에군의 기관총 사격으로 인해 결국 실패한다. 이와 같은 상황은 남동부의 쇼드퐁덴과 플레론 공격에서도 재현된다.
- 8월 6일 : 이른 아침 제34 보병여단은 북부 지역의 리에르와 퐁티에스 보루 사이의 공간으로 공격을 개시해 퐁티에스의 강력한 포격에도 불구하고 이를 통과하는 데 성공해 벨기에군을 리에주 안쪽의 시타텔(Citadel)로 후퇴시키고 제9 엽병 대대는 이들을 추격해 도시 안까지 진입한다. 결국 르망 장군은 벨기에 제3사단을 도시에서 철수시킨 뒤 독일의 5개 부대가 리에주를 공격 중이라는 것을 알게 된다. 독일 제14 보병여단은 에베그니와 플레론 사이의 공간으로 공격하나 벨기에군의 강한 저항을 받게 되고 14 보병여단의 지휘관인 폰 부조브(von Wussow) 소장이 전사한다. 독일 2군의 참모였던 에리히 루덴도르프가 폰 부조브 소장의 뒤를 이어 14 보병여단의 지휘를 담당하게 되고 14여단은 이날 치열한 격전을 치른 끝에야 겨우 1,500여명의 병사와 함께 이곳을 돌파하게 된다.
- 8월 7일: 이른 아침 루덴도르프는 폰 오벤 대령의 부대를 리에주 안으로 보내 시타텔을 점령하도록 하나 실패했다. 그러나 계속된 포격과 공격으로 시타텔의 벨기에 방어 부대는 최악의 상황으로 다다르게 된다.
- 8월 8일: 시타텔을 비롯한 리에주 전역이 독일군의 수중에 들어가게 되고 폰 엠미흐 장군은 리에주가 함락되었다고 최고 사령관에게 보고하나 여전히 12개의 보루는 벨기에군의 수중에 있었다. 27보병여단의 150mm 야포를 뮤즈 강 동안으로 이동시켜 보루들에 대해 포격을 계속한다. 결국 오후 4시 40분 바르슝 보루가 독일군에게 항복하게 된다.
- 8월 9일: 독일 2군의 일부 부대인 14보병사단과 40보병사단이 리에주 근처에 도착하게 되고 17보병사단은 리에주 북쪽에서 34 보병여단과 합류하게 된다.
- 8월 10일: 독일의 210mm 곡사포가 뮤즈 강 동안의 퐁티에스와 에베그니 보루에 대해 포격을 개시한다. 빅 베르타라 불리는 2문의 420mm 곡사포가 크루프사의 공장에서 출고되어 기차를 통해 리에주로 향한다.
- 8월 11일: 에베그니 보루가 독일군에 항복했다.
- 8월 12일: 플레론과 쇼드퐁텐이 하루 종일 독일군의 210mm 곡사포의 포격을 받고 이날 오후에는 새로 도착한 빅 베르타의 포격을 받게 된다. 제3군 사령관 폰 아이넴 장군이 직접 포격을 지휘한다.
- 8월 13일: 쇼드퐁텐(오전 9시)과 옹부르(오후 5시 30분)가 항복하고 퐁티에스 보루도 12시 30분 독일에 항복한다. 이날 독일 포병은 플레론, 리에르, 랑텡에 대한 포격을 계속한다.
- 8월 14일: 오전 9시 45분 플레론이 여섯 번째로 항복하는 보루가 되어 리에주 동쪽의 모든 보루가 독일군의 손에 들어가 동쪽으로부터의 통로가 확보된다. 같은 시간 최북단의 보루인 리에르가 항복하게 되고 독일 포병은 최남단의 봉셀르 보루에 대한 포격을 계속하는데, 이 보루는 뮤즈 강 동안에 위치한 벨기에군의 수중에 있는 유일한 보루이다.
- 8월 15일: 봉셀르 보루가 밤 동안 계속된 포격으로 결국 이른 아침 독일군에 항복하게 되고 남쪽의 제38여단이 리에주 시로 진입하게 된다. 빅 베르타는 롱센과 랑텐에 대한 포격을 계속해 결국 두 보루 모두 독일에 항복한다. 롱센 보루에서 방어를 지휘하던 르망 장군은 보루 안의 포들을 빼내려 했지만 실패하게 되고 독일군에 포로로 잡힌다. 독일군은 남서쪽에 위치한 플레말에 대한 포격을 계속한다.
- 8월 16일: 최후의 보루였던 플레말(오전 7시 30분)과 홀로뉴(오전 9시)가 독일군에 항복하고 벨기에 병사들은 독일군의 포로수용소로 명예로운 행진을 하게 된다.

## 결과
독일의 동원은 8월 14일에 마무리 되었는데 동원이 끝난 14일 이후에도 독일 1군과 2군은 벨기에 국경에서 머무르며 작전을 수행할 수 없는 상황이었다. 리에주는 12일 동안 독일의 공격을 막아내었는데, 그동안 연합군은 독일의 움직임을 파악할 수 있었으며 어느 정도의 대비를 마칠 수 있었다. 벨기에의 저항은 의도했던 것보다 짧았지만 결과적으로는 독일이 궁극적으로 프랑스 침공에 실패하는 원인이 되었다.
만약 벨기에군이 아닌 프랑스군이 같은 병력으로 리에주에서 독일군에 맞서 전투를 벌였다면 상황이 달라졌을 것이라는 견해도 존재하는데, 이는 벨기에군의 장비가 19세기를 기준으로 만들어져 효용성이 떨어졌으며 포병이 크게 부족했고 요새 또한 210mm 포탄을 막아낼 수 있을 것이라 했지만, 이는 1880년대의 210mm 흑색 화약 포탄의 폭발력을 기준으로 만들어졌기 때문에 1914년의 발전된 포탄의 파괴력을 고려하지 못했다는 문제점이 있다. 중요한 방어 무기인 기관총도 많이 보유하지 못하고 있었다는 점도 중요한 사실이다. 하지만, 당시 모든 참전국 중에 전쟁 초기에 기관총을 충분히 갖춘 나라는 없었다. 당시 독일군과 영국군 모두 1개 대대당 2정 정도가 고작이었다.
독일은 리에주 공격을 진행하는 동안 엄청난 양의 포탄을 보루에 쏟아 부었는데 리에주 공격의 진정한 승자는 독일의 410mm 곡사포와 210mm 곡사포라고 할 수 있을 것이다. 이 포격으로 인해 벨기에 병사들은 엄청난 정신적 충격을 받았으며 이로 인한 피해도 엄청났다. 이들 곡사포의 위력은 요새를 파괴할 뿐만 아니라 주변 땅에 크레이터를 만들어낼 정도였다.
전후의 많은 군사학자는 리에주 전투가 유럽을 구했다는 주장을 하기도 하는 등 리에주에서의 벨기에군 희생에 대해 높은 평가를 하는 것이 사실이다. 아무튼 이 리에주 전투를 통해 연합국은 적어도 귀중한 2~3일의 시간을 벌 수 있었으며 이는 빈약한 장비와 수적 열세에도 용감히 전투를 벌인 벨기에군에게 그 공이 돌아감이 당연할 것이다.

## 제2차 세계 대전
제2차 세계 대전 당시에도 벨기에군은 리에주 요새 못지않은 에반 에말 요새를 건설하여 독일군의 침공에 대비했다. 그러나 에반 에말 요새는 리에주 전투처럼 지상군의 공격에 의해서가 아니라 공수 부대의 기습으로 함락되었다(→에반 에말 요새 전투).

## 참고 자료
- 대세계사(마당, 1983) 13권
- 세계전쟁사(봉명, 1999, 육군사관학교 전사학과)